# Голицын, Александр Михайлович (генерал-фельдмаршал)
Князь Алекса́ндр Миха́йлович Голи́цын (1718—1783) — русский генерал-фельдмаршал из рода Голицыных-Михайловичей.

## Биография
Родился в семье генерал-фельдмаршала князя М. М. Голицына и Татьяны Борисовны, дочери князя Б. И. Куракина. Был третьим сыном в семье. В гвардию был записан ещё в раннем детстве, в 1731 году был уже прапорщиком Преображенского полка. Семнадцати лет от роду Голицын сражался на Рейне под знамёнами принца Евгения Савойского. В 1740 году возвратился в Россию, получив звание капитана.
Ездил в Константинополь в составе посольства Александра Румянцева, сын которого, знаменитый граф Задунайский, позднее женился на родной сестре Голицына. В 1744 году получил назначение камергером к «молодому двору» великого князя Петра Фёдоровича и его супруги. В своих записках Екатерина II неоднократно упоминает среди самых близких к себе в то время людей графа З. Чернышёва и князя А. Голицына, который был женихом одной из её любимых фрейлин, княжны Анастасии Гагариной, скончавшейся чуть ли не в день объявления её невестой.
По утверждению Пыляева, Пётр запрещал своей жене нюхать табак, к чему она имела большую склонность, поэтому Екатерина «при жизни Петра III всегда просила князя Голицына садиться за обедом возле неё и тихонько под столом угощать её табаком; раз император заметил это и очень рассердился на Голицына, сделав ему серьёзный выговор».
В 1748 г. по настоянию матери Голицын перешёл на дипломатическое поприще, на котором блистали его родственники по материнской линии. Прослужив несколько лет посланником в Гамбурге (в Нижнесаксонском округе Священной Римской империи), пришёл к выводу о своей неспособности к дипломатической деятельности и просил себя отозвать, что и было исполнено в 1757 году.

### Семилетняя война
В Семилетнюю войну генерал-поручик Голицын стал одним из предводителей русской армии. При Франкфурте-на-Одере получил ранение. В кампанию 1758 года сражался при Цорндорфе. Современники считали его одним из ответственных за проигрыш этого сражения, обернувшегося страшной резнёй и огромными для русской армии потерями, в частности, за удержание в бездействии корпуса генерала П. А. Румянцева, находившегося во время сражения у Шведта. По свидетельству Андрея Болотова, находившегося во время сражения далеко от Цорндорфа, в Кёнигсберге,
Один из наших главных генералов, а именно князь Александр Михайлович Голицын, ушед с баталии, прискакал без души к сему корпусу и уверил оный, что армия наша вся побита наголову, и что нет ей никакого спасения; а сие и принудило корпус сей, вместо того, чтоб поспешить на место баталии, помышлять о собственном своем спасении и о ретираде окольными путями.
Впрочем, это свидетельство находится в противоречии со свидетельством участника сражения М. А. Муравьёва, видевшего А. М. Голицына вечером на поле боя при командующем армией В. В. Ферморе :
Господин же граф Фермор скакал с генералитетом, и с ними кто быть прилучился, приехали в лес, где увидели пьяных как афицеров, так и салдат. Стал их увещевать, что они худо делают, то один афицер, подскоча к нему с пистолетом, и, браня ево матерно, покушался застрелить, и ежели б не унял князь Александра Михайлович Голицын, то б, конечно, с ним это нещастие последовало.

В своих записках Екатерина II трактует этот эпизод иначе, обвиняя Румянцева, что 
когда он был на небольшом расстоянии от поля сражения с корпусом в десять тысяч человек на высотах, откуда он слышал канонаду, то от него зависело сделать её более решительной, наступая с тылу прусской армии. Граф Румянцев этого [наступления] не сделал и когда его шурин, князь Голицын, пришел после сражения к нему в лагерь и разсказал ему о бойне, которая была, он очень дурно его принял, наговорил ему грубостей и не захотел его видеть после этого, обходясь с ним как с трусом.
В битве при Кунерсдорфе (1759), в которой был вновь ранен, Голицын командовал левым флангом русской армии, состоящим из пяти полков Обсервационного корпуса и оборонявшим высоту Мюльберг. Согласно плану сражения, разработанному главнокомандующим П. С. Салтыковым, именно левый фланг должен был принять на себя основной удар неприятеля, после чего русские должны были атаковать его с правого фланга и центра. Несмотря на вынужденное отступление под натиском превосходящих сил прусской армии, состоявшей из трёх колонн пехоты и кавалерии, солдаты этого корпуса своей стойкостью, как считается, во многом определили успешный для российской армии исход сражения.
За эту победу Голицын был награждён орденом Александра Невского. Ему также был пожаловано звание генерал-аншефа. После окончания войны с Пруссией возглавил российские войска в Ливонии.

### Война с турками
Придя в 1762 году к власти, Екатерины II наградила своего старого товарища по дворцовым развлечениям орденом Андрея Первозванного, произвела в генерал-адъютанты и ввела в состав Совета, учреждённого при высочайшем дворе. Теперь Голицын имел большой вес при дворе. В ноябре 1762 года вошёл в состав образованной Временной комиссии, целью которой было составление новых положений касательно сухопутных войск, и одновременно фактически возглавил Санкт-Петербургскую дивизию, а в конце 1767 года, возглавил Лифляндскую дивизию, сменив на этом посту скончавшегося А. Б. Бутурлина. В Большой комиссии 1767 года он был депутатом от Московской губернии.

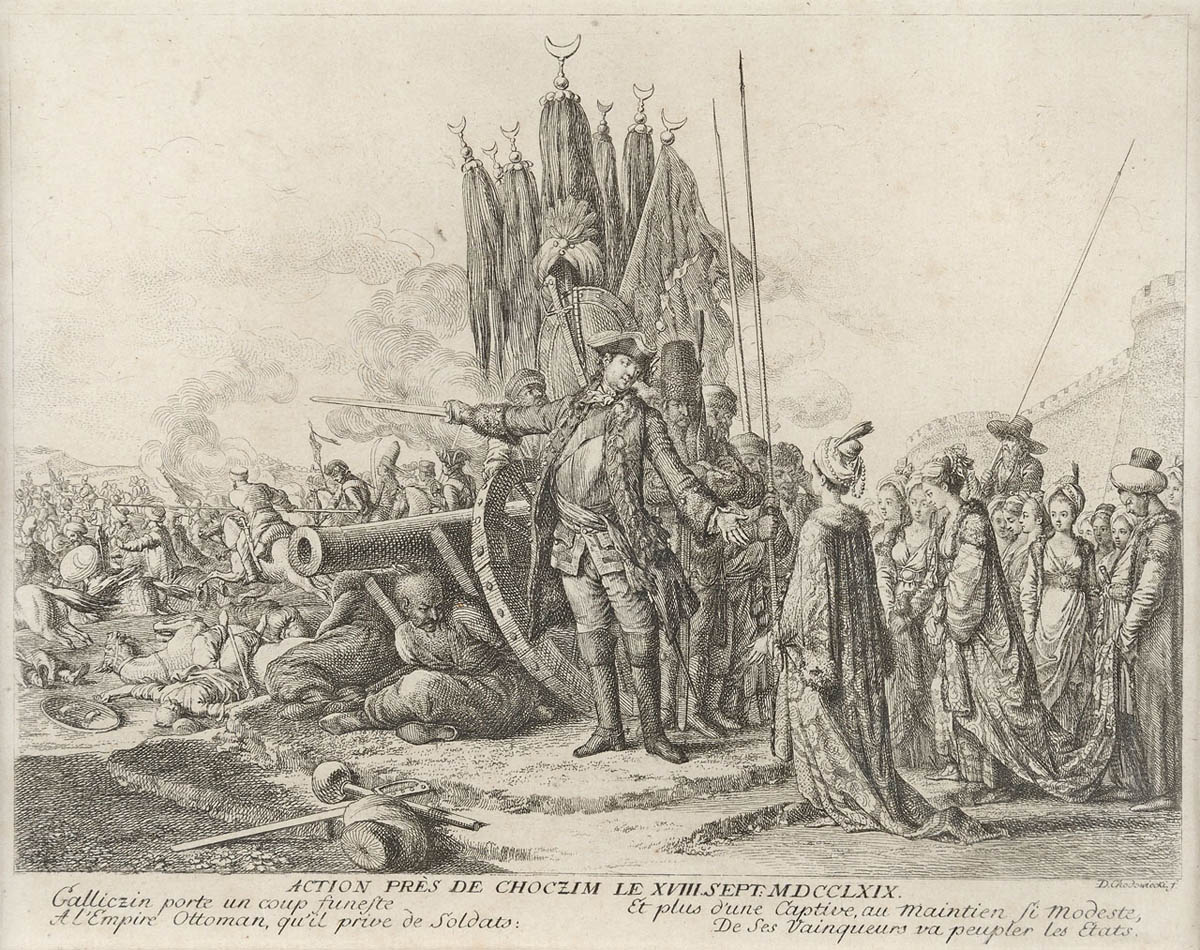
Взятие А.М.Голициным Хотина. 1769 год

В 1768 году, когда началась война с турками, Екатерина назначила его главнокомандующим 1-й армией, выступившей к Хотину, и пожелала ему «счастия отцовского». Однако действия его отнюдь не отличались решительностью. Его войска разбили в сражении под этой крепостью османский корпус численностью в 40 тысяч человек, однако штурмовать сам Хотин Голицын не стал, решив сначала пополнить свои полки и укрепить тыловые территории, для чего предпринял временное отступление. В июле 1769 года, однако, войска под его командованием вновь подступили к Хотину, разбили турок при Пашкивцах и осадили крепость, однако вскоре по его же приказу сняли осаду ввиду подхода к крепости большого количества войск Османской империи и Крымского ханства. Российская армия была отведена за Днестр с целью как избежать больших потерь при штурме, так и попытаться заманить противника на более выгодную для сражения позицию.
Екатерина II, которая была недовольна медлительностью Голицына, решила заменить его затем Румянцевым, но отзывая его из армии ласково уверяла, что он нужен ей в Петербурге – «как очевидный в армии свидетель положения тамошних мест и дел». Пока шёл этот рескрипт, Голицыну посчастливилось 29 августа разбить великого визиря Молдаванчи, который потерял порядка 7 тысяч солдат, около 70 орудий и весь обоз.

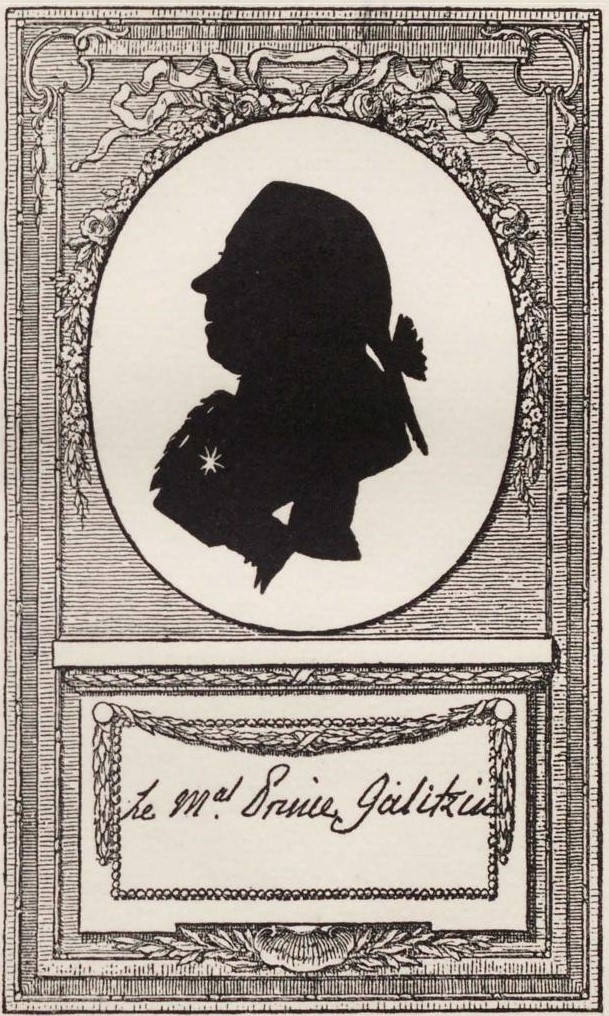
Голицын А.М., XVIII век

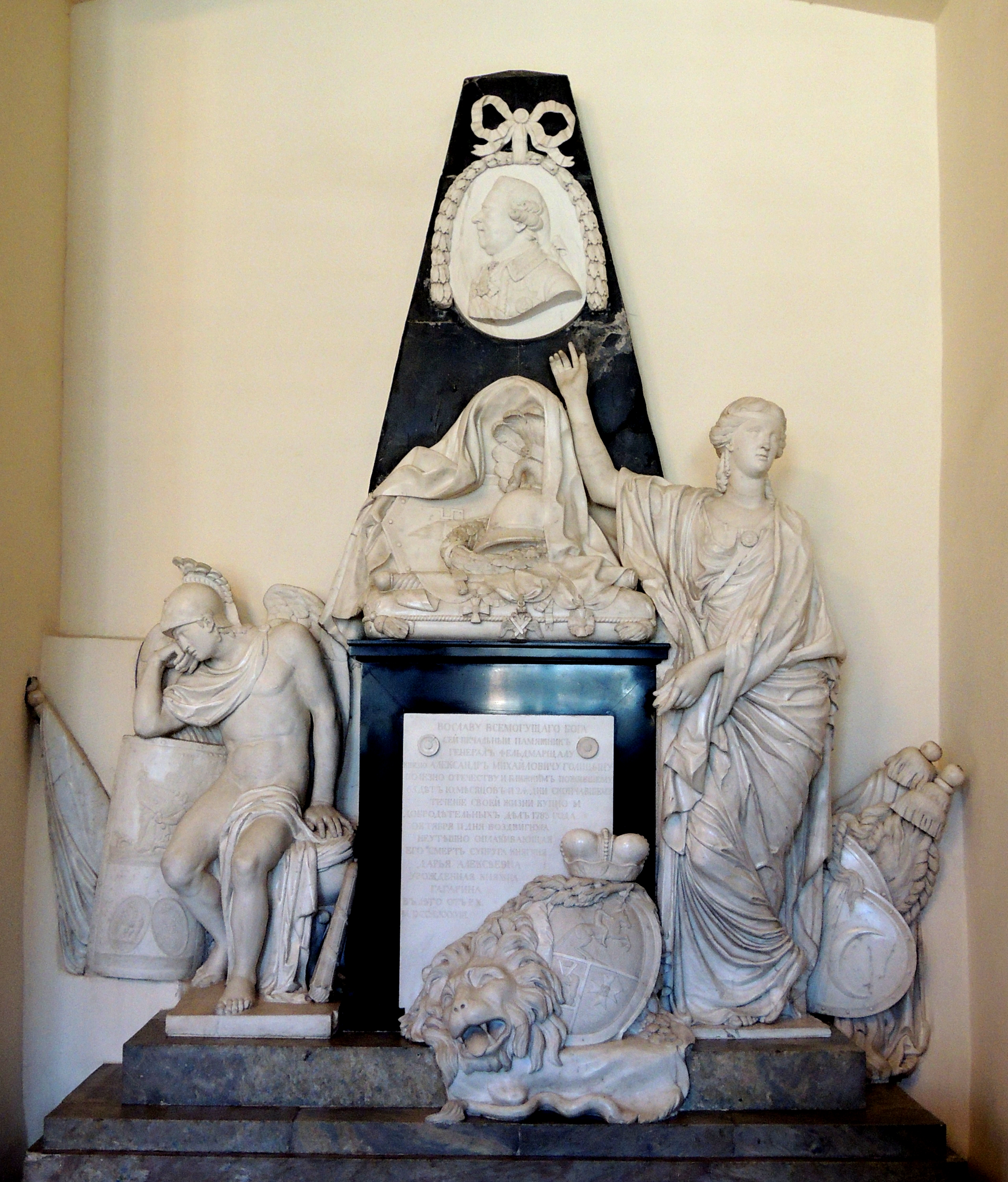
Надгробие князя А. М. Голицына

Начав после разгрома противника его преследование, русские 9 сентября вступили в почти опустевший Хотин, из которого бежали как многие жители, так и большая часть гарнизона, а вскоре заняли также город Яссы. К этому времени в расположение русских войск как раз прибыл Румянцев, которому Голицын передал командование и отбыл после этого в Петербург, где Екатерина приняла его весьма благожелательно и 20 октября 1769 года произвела в генерал-фельдмаршалы. Впоследствии, уже после подписания Кючук-Кайнарджийского мирного договора, он был награждён за взятие Хотина шпагой, украшенной алмазами, с надписью: «За очищение Молдавии до самых Ясс». Имя Голицына также было присвоено Рязанскому 69-му пехотному полку, лучше всего проявившему себя под Хотином.

### Гражданская служба
В 1769 году Голицын стал членом Совета при Высочайшем Дворе, в 1772 году получил звание генерал-адъютанта, а с декабря 1774 года был произведён в сенаторы. С 1775 по 1782 год входил в состав совета при 1-м Кадетском корпусе, с 1776 года по 1783 также возглавлял Лифляндскую дивизию, командуя одновременно с ней и Санкт-Петербургской дивизией в период с 1780 по 1783 год. В сентябре 1778 года был назначен главным директором Ревизион-коллегии, в мае 1779 года — присутствующим в Комиссии о строении столичных и других городов. При учреждении императрицей ордена святого Владимира (22.09.1782) попал в число первых одиннадцати его кавалеров.
Главноуправляющим российской столицы, Санкт-Петербурга, Голицын был в 1775 году и с 1780 по 1783 год. В период его правления была сформирована управа благочиния, которую возглавил обер-полицмейстер, а сам город был разделён на 10 полицейских частей, во главе каждой из которых находился частный пристав. Активно занимался также развитием городской инфраструктуры: при нём, в частности, на острове Новая Голландия были возведены каменные склады для хранения леса, также состоялось открытие Обуховской больницы.
В 1780 г. Голицын льстиво предлагал Екатерине принять титул «Великой матери Отечества» и соорудить для встречи её триумфальные ворота. Императрица, узнав об этом, запретила и то, и другое. Князь Голицын лично руководил церемонией открытия памятника Петру I на Сенатской площади 7 августа 1782 года. В своих шутливых характеристиках императрица предсказывала ему смерть от зуда.
Фельдмаршал Голицын покоится в церкви Благовещения в Александро-Невской лавре. На пышном надгробии работы Ф. Г. Гордеева (1788) надпись:
Во славу всемогущего Бога сей печальный памятник генерал фельдмаршалу князю Александр Михайловичу Голицыну полезно Отечеству и ближним пожившему 65 лет 10 месяцов и 24 дни скончавшему течение своей жизни кущю и добродетельных дел 1783 года октября 11 дня воздвигнула неутешно оплакивающая его смерть супруга княгиня Дарья Алексеевна урожденная княжна Гагарина в лето от Р.Х. MDCCLXXXVIII.
По свидетельству великого князя Николая Михайловича, в Голицынской больнице висел великолепный портрет князя А. М. Голицына, во весь рост, писанный Помпео Баттони. Однако уже к началу XX века он пришёл в негодность от небрежного хранения.

## Семья

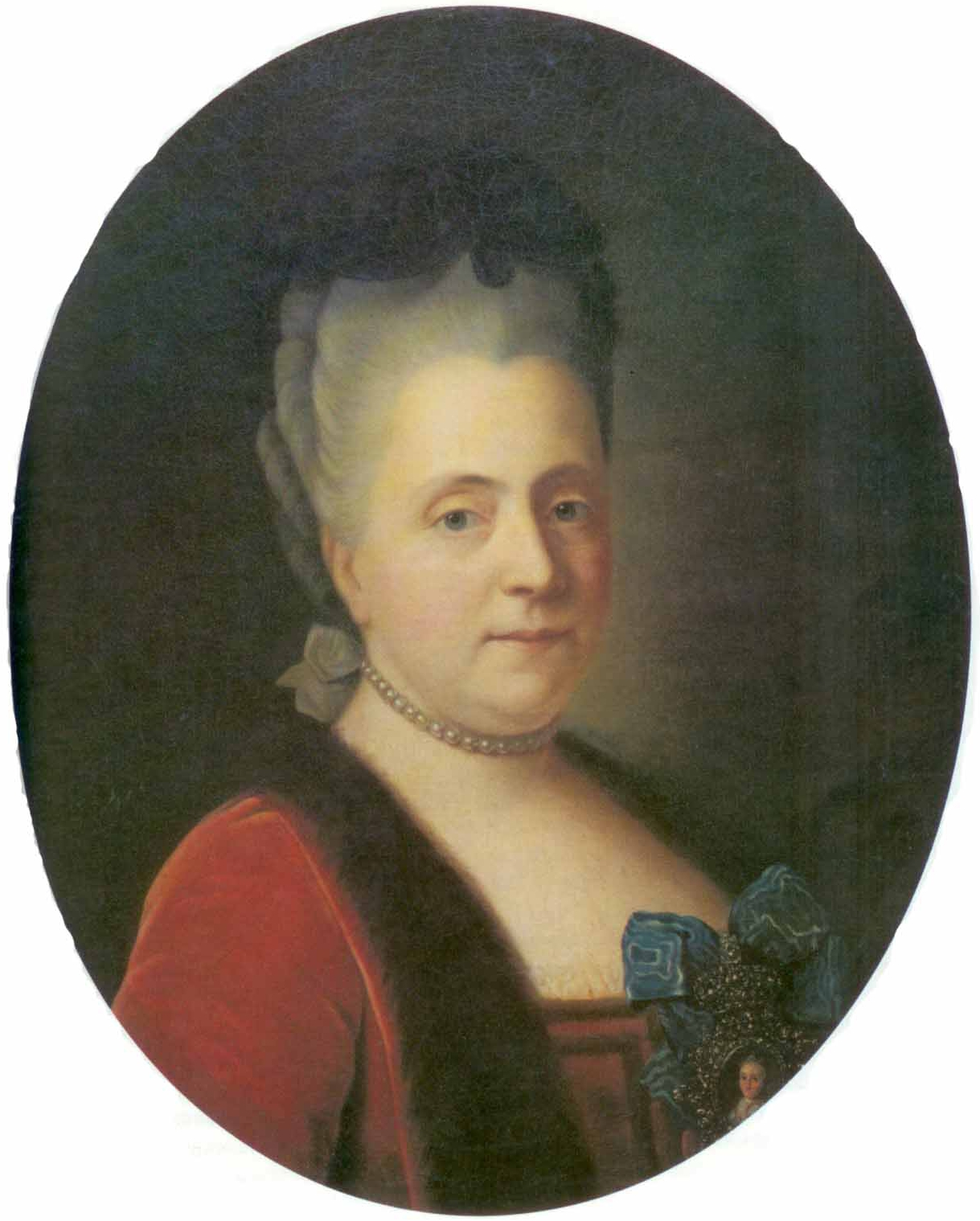
Дарья Алексеевна (1772)

Жена (с 11 февраля 1748 года) — княжна Дарья Алексеевна Гагарина (17.01.1724—19.05.1789), сестра князя Матвея Гагарина и графини Анны Матюшкиной. Была фрейлиной императрицы Елизаветы Петровны, затем фрейлиной великой княгини Екатерины Алексеевны, пользовалась её расположением. Изначально князь Голицын посватался к сестре Дарьи Алексеевны, Екатерине. В 1746 году она скоропостижно скончалась от горячки, и Голицын женился на Дарье Алексеевне. Их брак был бездетным. В 1775 году, при принятии великою княгинею Натальею Алексеевною православия, Голицына была пожалована в статс-дамы.
Довольно полная, представительной наружности, веселая и общительная, она, по словам Карабанова, «была весьма глупая женщина». Жила очень открыто, давала балы, концерты и особенно любила устраивать у себя домашние спектакли. В её доме всегда было много гостей, преимущественно иностранцы и весь дипломатический корпус. Часто гостей принимала племянница княгини, прелестная графиня Софья Матюшкина, впоследствии графиня Виельгорская. Скончалась в мае 1789 года от паралича, похоронена в Невском монастыре в Петербурге рядом с мужем.